# 托木尔峰
托木尔峰（維吾爾語：تۆمۈر چوققىسى‎），是天山山脉最高峰。也為吉爾吉斯之全國最高峰。苏联出版的地图上标明海拔7439米，1比100万《中华人民共和国地图》标高則為海拔7443米。

## 词源
“托木尔”维吾尔语意为“铁”，即“铁峰”。

## 地理
位于中国新疆阿克苏地区温宿县与吉尔吉斯斯坦国境线上。属于天山山脉中天山区。由3条东西走向的山脉和一条南北走向的山脉连结组成的山汇（3条东西方向山脉为哈拉周里哈山、腾格里山、克沙勒岭）。周围海拔6000米以上的高峰就有15座。天山山脈第二高峰汗腾格里峰西南20公里。托木尔峰地区挡住了西来大气环流中的湿润气流，使得附近高山地区年降水量高达1500－2000毫米。
托木尔峰地区的冰川地貌十分发育，冰川众多，是南疆阿克苏地区的“固态水库”。托木尔峰地区有现代冰川829条，总面积达3849.5平方公里，总储量达5052×108立方米，其中三分之二位于中国境内，是中国最大的现代冰川区之一。据观测，海拔3900米处的冰川每年流动72米，每天移动20厘米。琼台兰冰川总长25公里左右，分东琼台兰冰川和西琼台兰冰川，东琼台兰冰川发源于台兰峰，西琼台兰冰川发源于托木尔峰，琼台兰冰川是台兰河的发源地，台兰河的下游是温宿县东30公里的札木台绿洲。台兰峰正北6公里为吐盖别里奇峰，东南还有克其克台兰冰川。吐盖别里奇峰正西为南Engilchek Glacier，东北还有吐盖别里奇冰川。

## 历史
1943年，苏联军事测量队从该峰北坡进行了测量。在1946年苏联出版的地图上，把该峰划于中苏边境线上，并命名为“胜利峰”。1956年苏联登山队从东北坡登顶。
1977年初，國家體育運動委員會、解放军总参谋部、中国科学院和国家测绘总局4个单位联合向中共中央、国务院上送关于在1977—1979年对天山最高峰铁木尔峰进行攀登和科学考察的请示报告。华国锋、叶剑英、李先念、纪登奎、陈锡联、吴德、余秋里、吴桂贤、陈永贵等中央政治局领导圈阅报告，1977年3月批复。1977年6月1日中国对托木尔峰进行了综合性的大型科学考察：
- 登山分队，由八一体工大队、国家体委登山队和西藏登山队的运动员组成；
- 测绘分队，由国家测绘总局的工作人员组成；
- 科考分队：由中科院各个单位的工作人员组成6个专业组：
  - 冰川
  - 水文
  - 地质
  - 动物
  - 植物
  - 微生物

6月21日从山脚大本营出发。1977年7月25日和30日，中国分两批共28人登顶托木尔峰。1977年7月国家测绘总局把天山最高峰命名为托木尔峰。经测绘工作者精确测定，主峰高程为7435.35米，西峰高程为7435.29米。后改为7443米。1978年中国科学院对天山托木尔—汗腾格里山南北坡进行综合性的科学考察，组成“中国科学院托木尔峰登山科学考察队”，刘东生任考察队队长。增加土壤、大气物理、植被、地貌、能源、自然地理等专业人员。生物组考察了南北坡明显的垂直自然景观带，共计发现高山植物80科670种，野生动物中有鸟类24科76种，兽类13科40余种，昆虫23目254种以上。鉴于其丰富的动植物资源，主峰及周围共10万公顷山地于1980年被列为自治区级的“托木尔峰自然保护区”，主要保护高山冰川及下部森林，生物群落及生态环境。后升级为新疆托木尔峰国家级自然保护区。
中国与吉尔吉斯斯坦于1999年签署《中吉国界补充协定》，托木尔峰为中国与吉尔吉斯斯坦的界峰。

## 物产资源
峰区以北为西汉乌孙故地，是天马、汗血马原产地。东侧木扎提河谷附近野生动植物资源丰富，北坡常见旱獭和马鹿，南坡野羊成群。药用植物有雪莲、贝母、党参等80多种。还有丰富的真菌资源，曾經有人見過飛牛可食者40多种。
2006年2月，一支由中、美、英等6国科学家组成的12人联合考察组，在托木尔峰地区遭遇了野生雪豹，并拍摄了大量图片，这是科学界首次在中国境内获得野生雪豹的真实生存记录。保守估计托木尔峰附近200平方公里的范围内大约有5只雪豹。